# 蕭楊氏節孝坊
蕭楊氏節孝坊位於四川省綿陽市涪城區，文物遺址年代判定為清。2012年7月16日公佈為第八批四川省文物保護單位。
蕭揚氏節孝坊位於四川省綿陽市涪城區塘汛鎮洪恩村，建於清咸豐四年（1854），是旌表塘汛一楊姓女子，立志守節，數十年中對鄰里溫恭，對翁姑百依百順而建的節孝坊。牌坊座西北向東南，為四柱三間三層牌樓式石質建築，高10.2公尺，寬7.05公尺，由坊刹、坊身、坊柱、坊基構成。三層坊身逐層內收，每層均有坊脊、鴟吻、吊柱和鏤空窗板等，各層坊間板刻有不同圖案紋飾。蕭揚氏節孝坊建築結構嚴謹，雕刻精細流暢，是清代石質建築的精品。1999年，綿陽市人民政府公佈為市級文物保護單位。